# Kastell Magnis

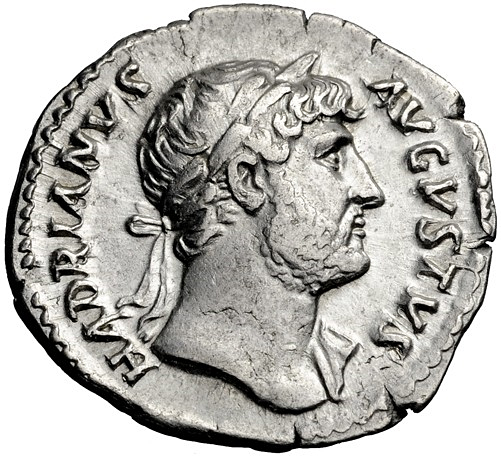
Münzporträt des Hadrian

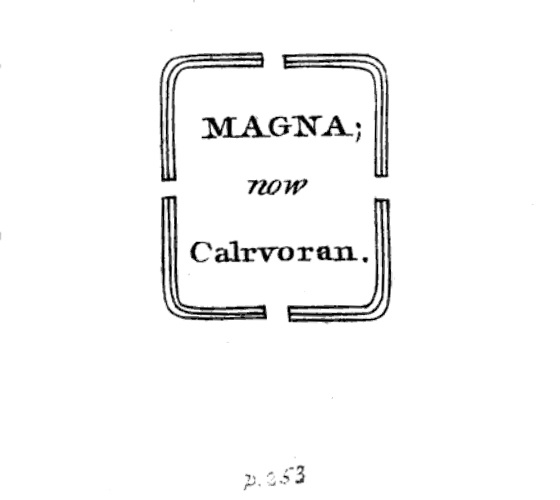
Kastellskizze von William Hutton, 1802
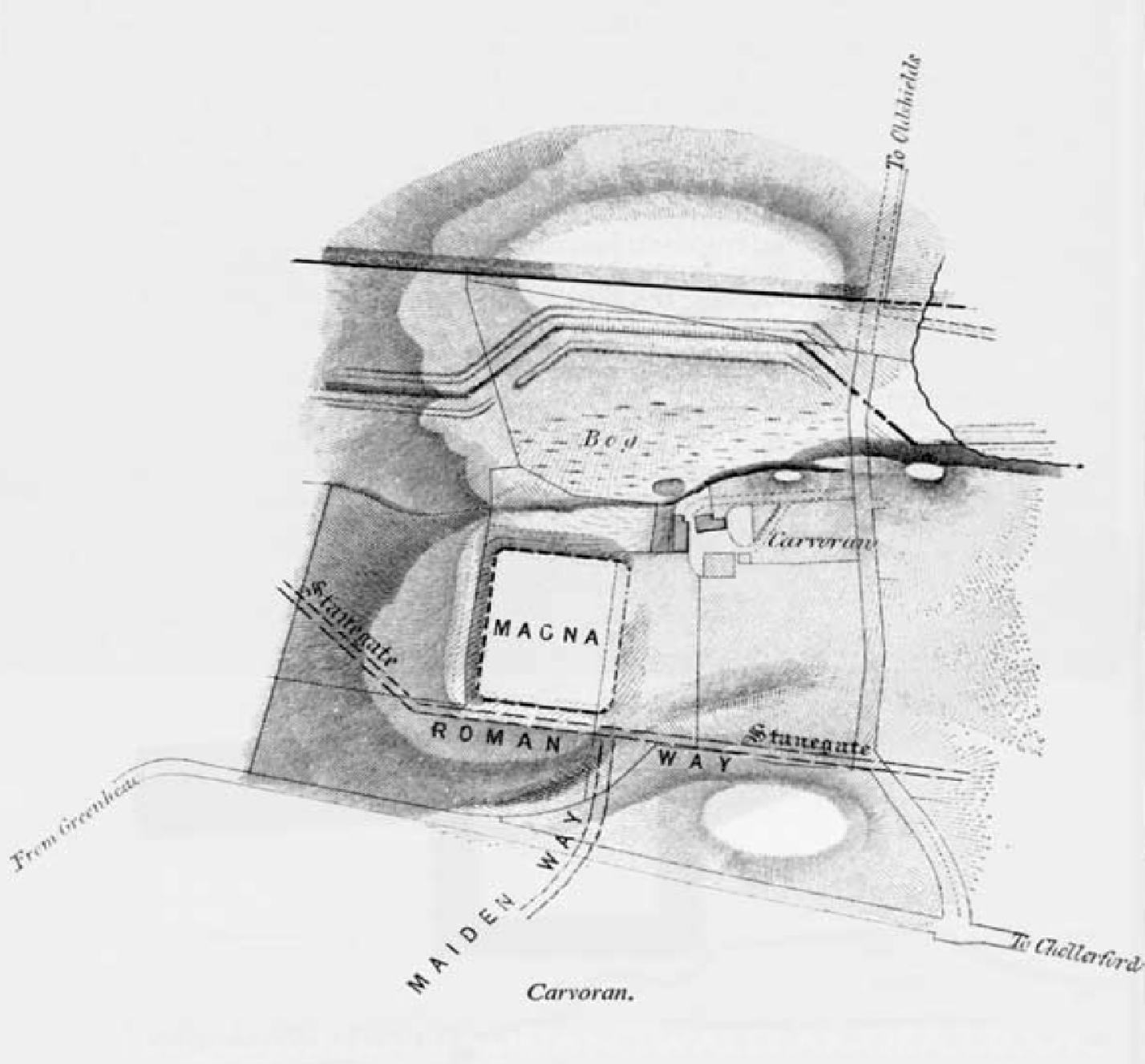
Kastellplan von Henry McLauchlan, 1857
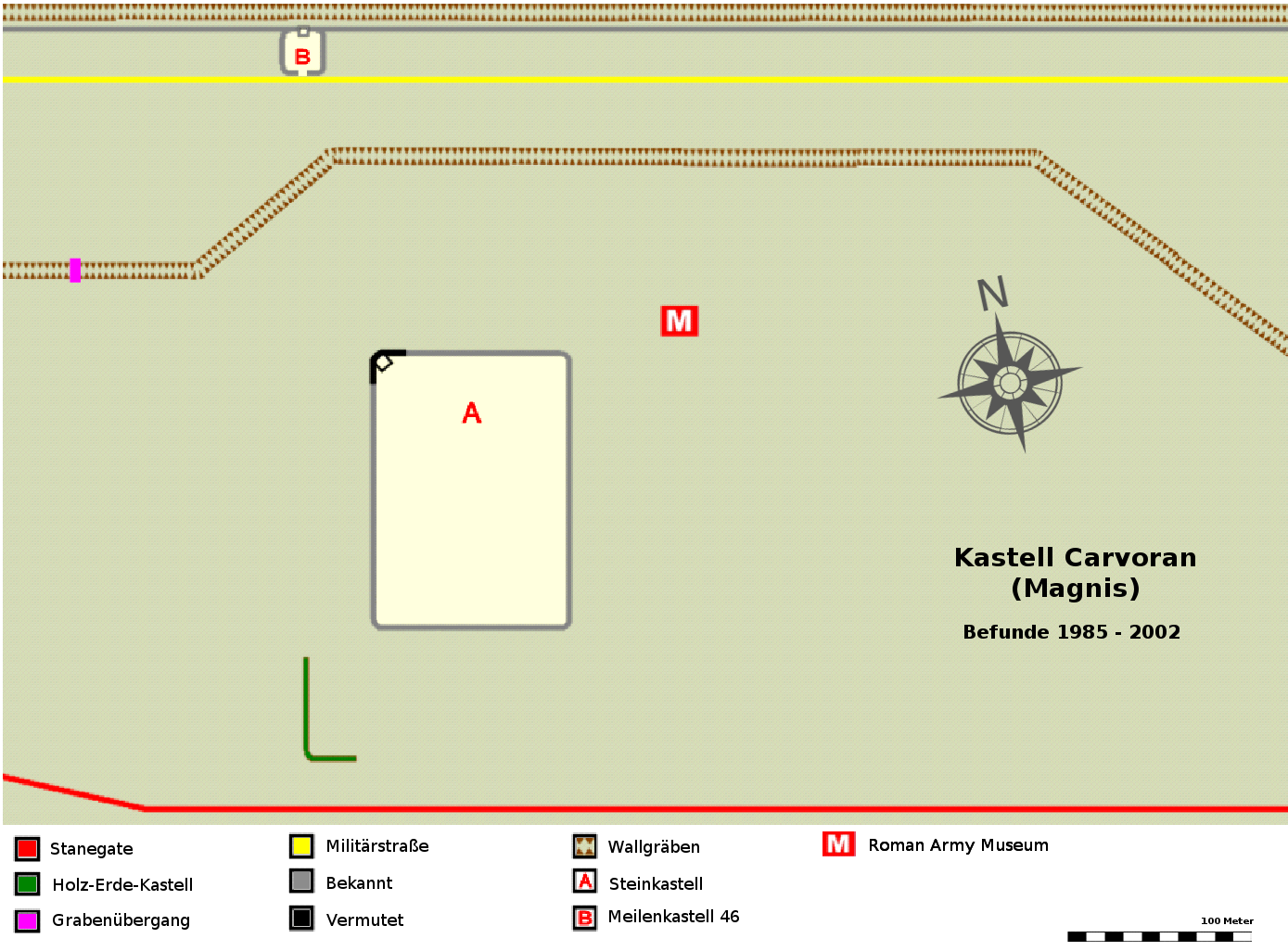
Befundplan des Kastells (1. bis 2. Jahrhundert n. Chr.)
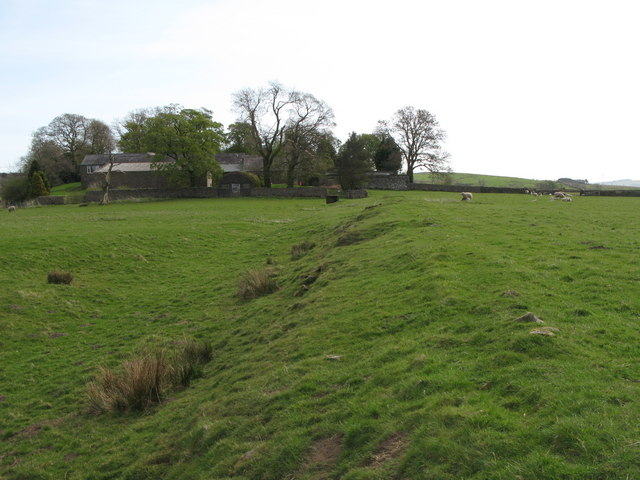
Reste des Nordwalls, im Hintergrund das Gebäude des Roman Army Museum
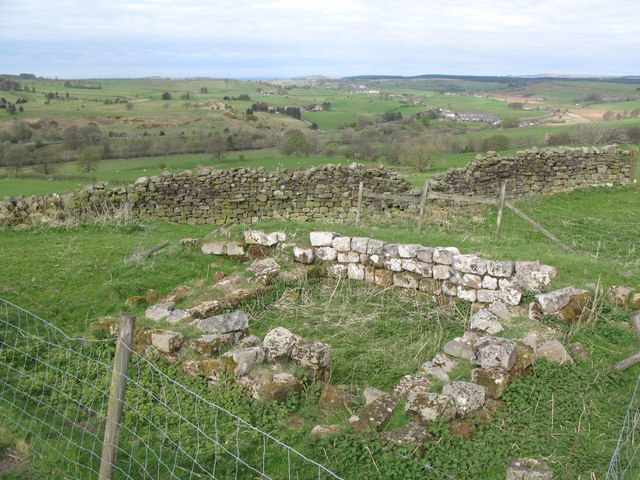
Überreste des nordwestlichen Eckturms
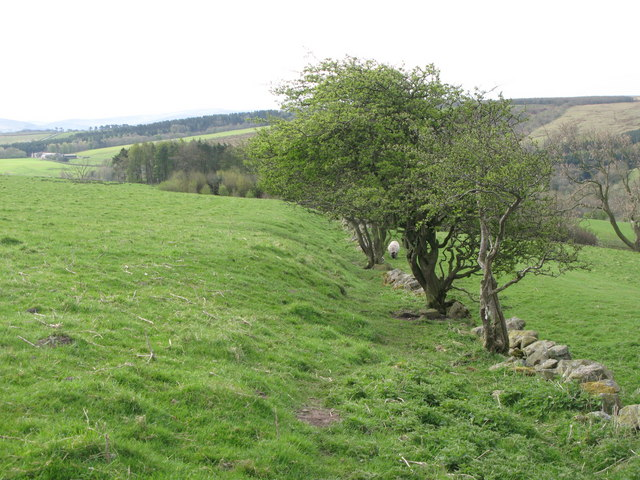
Westseite des Kastells

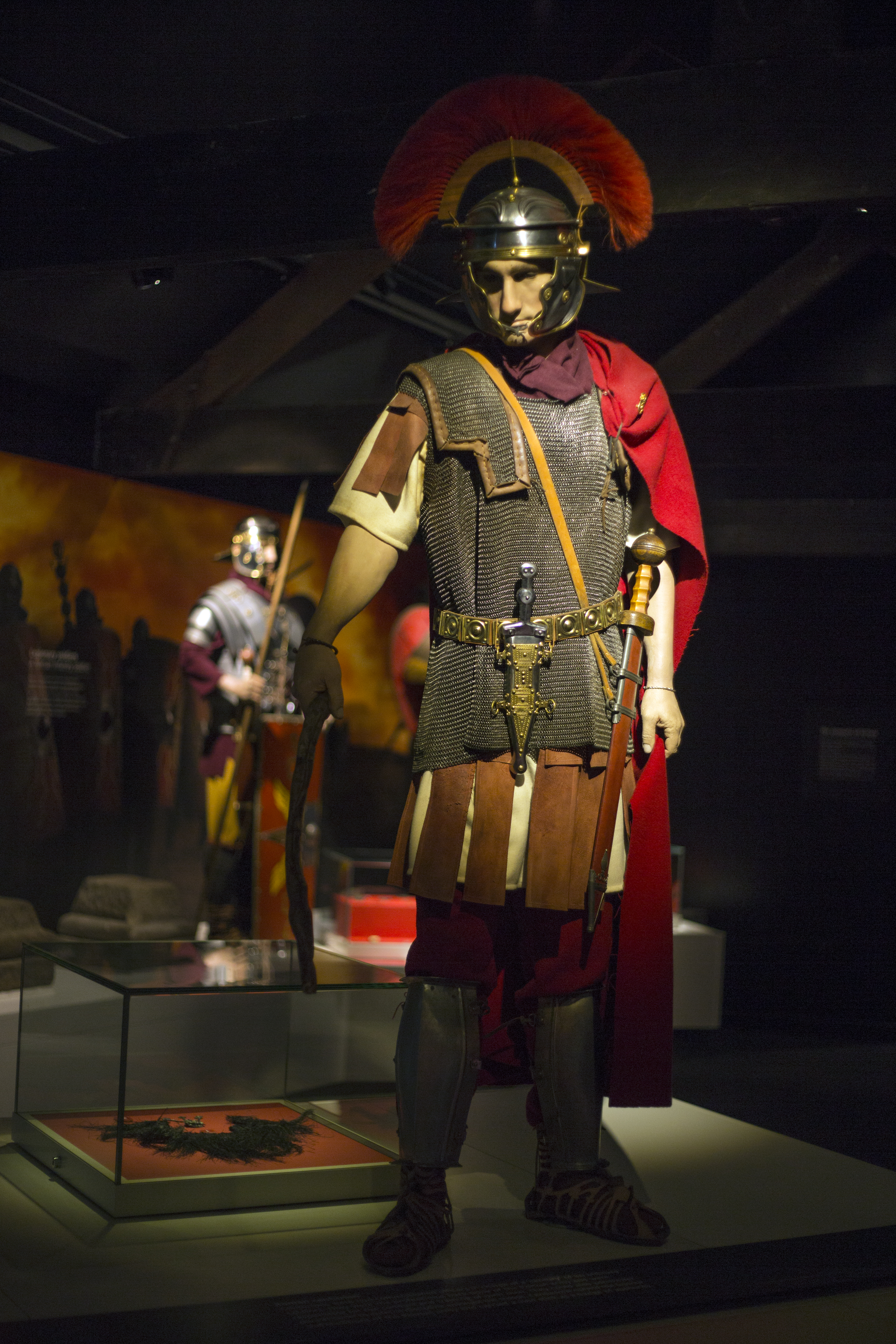
Figurine eines Zenturio (1. Jahrhundert) im Roman Army Museum, unten liegt ein Helmbusch aus Vindolanda, der einzige, der fast vollständig erhalten geborgen werden konnte.

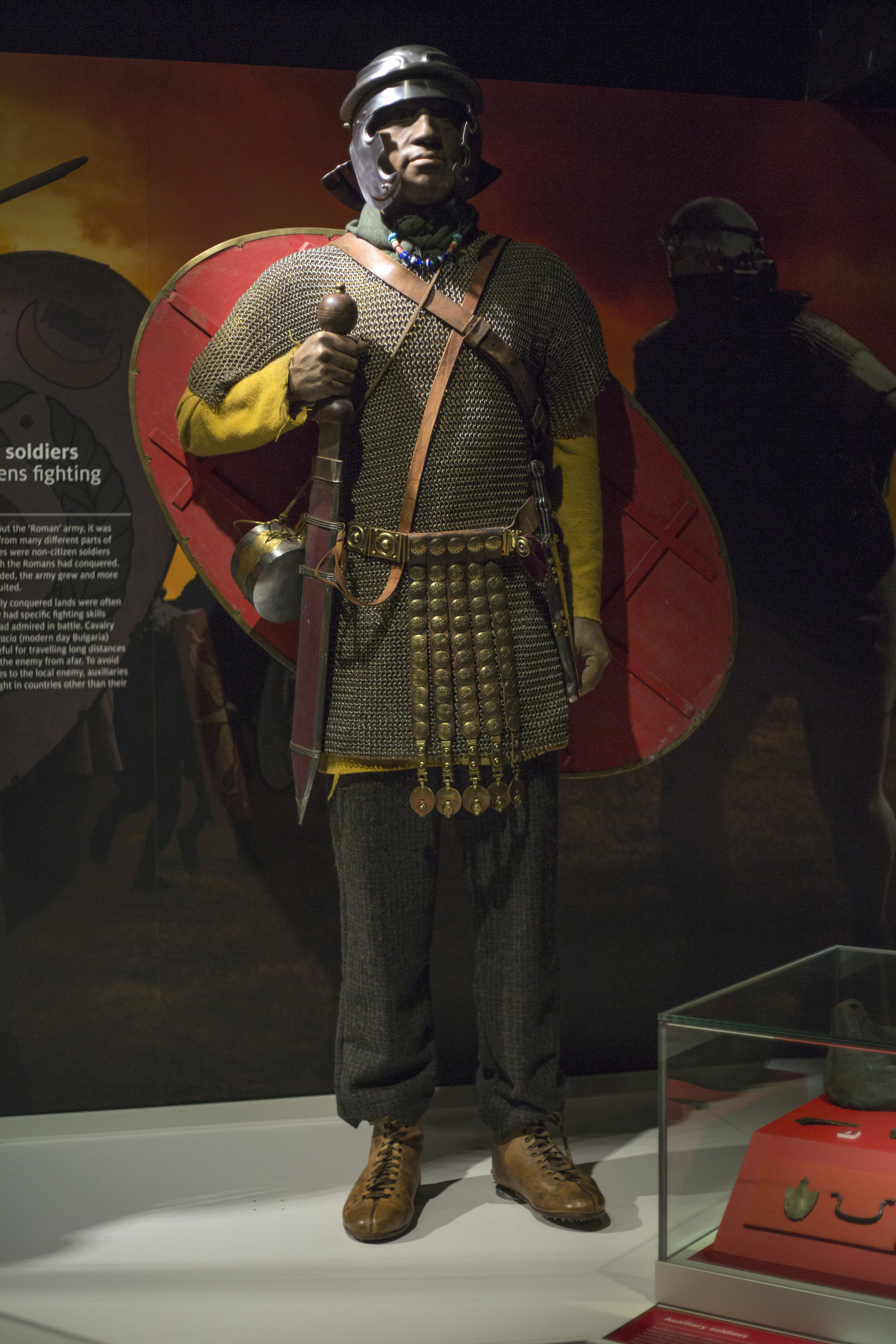
Figurine eines Auxilarinfanteristen (1. Jahrhundert) im Roman Army Museum

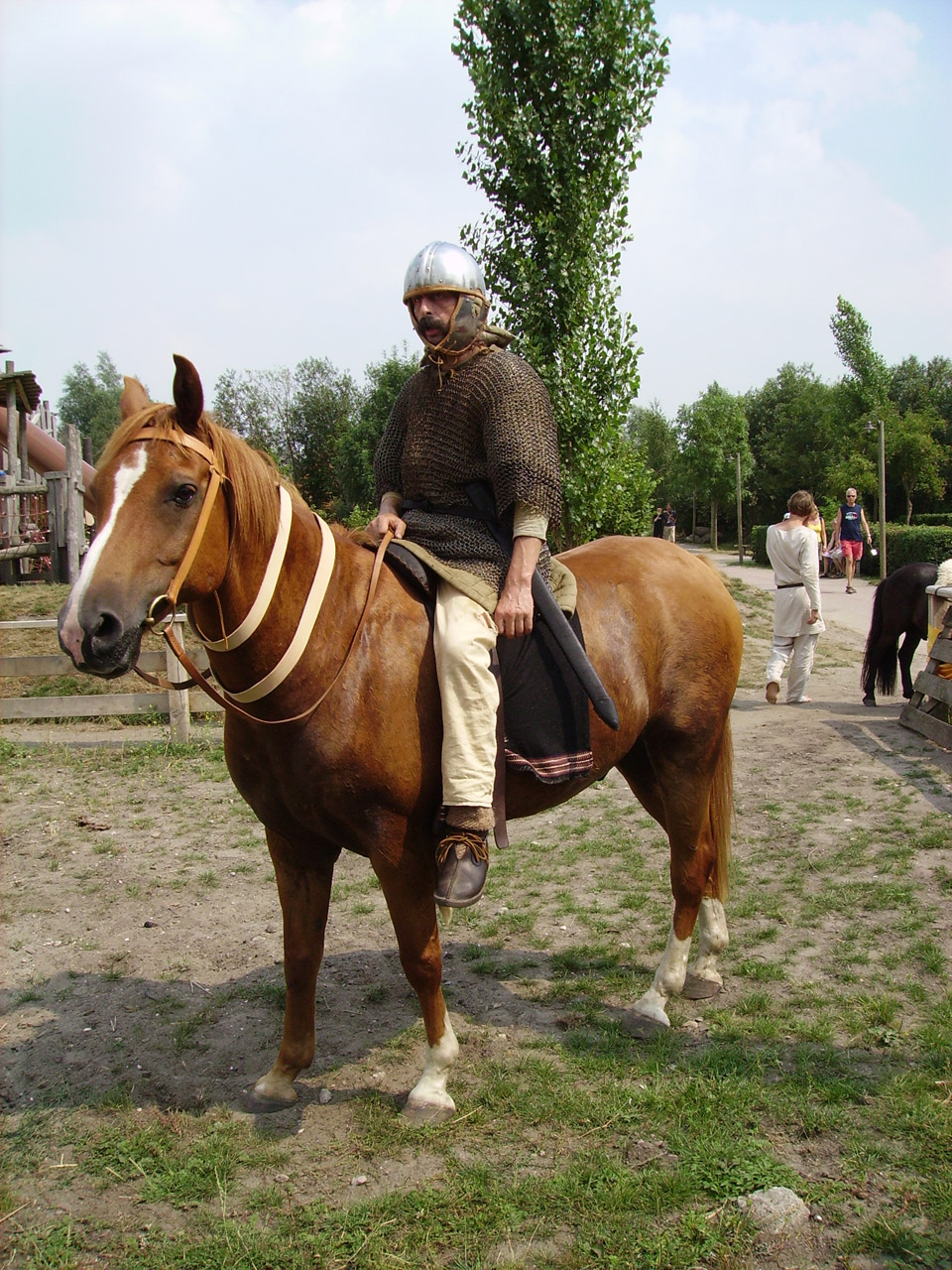
Reenactment eines Kavalleristen (spätes 3. und frühes 4. Jahrhundert)

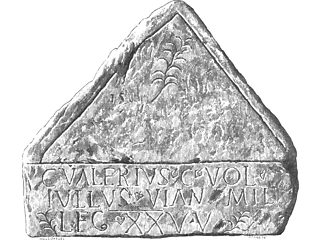
Grabstein des Gaius Valerius Tullus

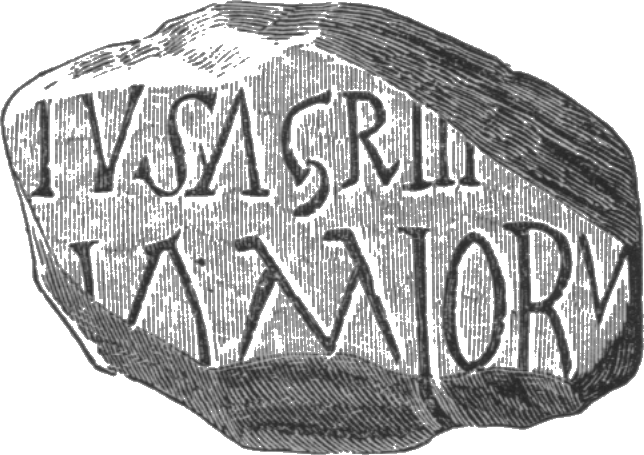
Inschriftenfragment des Agrippa, Soldat der hamischen Bogenschützenkohorte

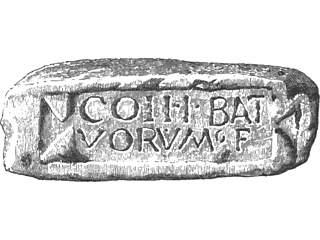
Bauinschrift der Cohors II Batavorum

Magnis war ein römisches Kastell der Hilfstruppen im County Northumbria, im Nordwesten von England, Parish Greenhead, Ortsteil (Hamlet) Carvoran.
Es gehörte vermutlich zu der aus insgesamt 16 Kastellen bestehenden Festungskette des Hadrianswalls (per lineam valli) und sicherte dessen westlichen Abschnitt. Das Lager wurde vom 1. bis ins 5. Jahrhundert n. Chr. vom römischen Militär genutzt. Wahrscheinlich wurde es schon im Zuge der Sicherung der Stanegatestraße angelegt und unter Hadrian in die Kastellkette seines neuen Walls integriert. Da es allerdings auf der Rudge Cup und der Amiens Skill, auf der die Kastelle im Westsektor des Walls angegeben werden, nicht aufscheint, wäre es auch möglich, dass es nie Teil des Wallsystems war. An seinem Standort befindet sich heute das Roman Army Museum, das eine umfassende Darstellung des Lebens der römischen Soldaten an der Nordgrenze Britanniens zum Thema hat.

## Name
Der antike Ortsname wird in der Notitia Dignitatum und in der Cosmografie des Geographen von Ravenna als Magnis angegeben, die viele Wissenschaftler als locative Form von „Magna“ betrachten. Weiters ist er von einer von William Hutchinson im Jahr 1766 in Augenschein genommenen Inschrift bekannt (heute verschollen), in der u. a. von einem „Numerus Magne<c>e(n)s(ium)“ die Rede ist. Manche Forscher nehmen an, dass er sich vom lateinischen Nominativ für Magni, oder Magna (= groß, mächtig), oder von dem in dieser Region ansässigen keltischen Stamm der Carvetii, Magnae Carvetiorum (= „der Platz der mächtigen Carvetii“?) ableitet. Diese Theorie erscheint aber nicht plausibel für ein relativ kleines Kastell wie Carvoran. Vermutlich stammt es wohl vom keltischen Wort Maen ab, das „Stein“ oder „Fels“ (= „das Kastell auf dem Fels“) bedeutet.

## Lage
Magnis ist das zehnte Glied in der Festungskette des Hadrianswalls (vallum aelium). Es befand sich auf einem nach Westen abfallenden Hügel, von dem man aus eine gute Sicht auf das Hinterland des Walls, in den Norden und das 500 Meter westlich gelegene Tal des Tipalt Burn hatte. Er ist der letzte größere Wasserlauf, der in den South Tyne mündet. Hier passierte der Wall die Wasserscheide des nördlichen Englands. Das Lager stand an der Kreuzung des Stanegate, einer Straßenverbindung durch die Pennines nach Süden zum Nachschubzentrum Coriosopitum (Corbridge) im Osten und Luguvalium (Carlisle) im Westen, mit dem Maiden Way (via Puellarum). Er lief 300 Meter südlich an Magnis vorbei und führte u. a. nach Fanum Cocidi (Bewcastle) und Bravoniacum (Kirkby Thore bei Penrith). Nahe dem Kastell konnten auch zwei Meilensteine aus dem 3. und 4. Jahrhundert geborgen werden. Einer 1932 in einer Grube an der Newcastle-Carlisle Road, 400 m westlich von der Fell End Farm, 800 m östlich von Carvoran (datiert 273–275). Vermutlich stand er ursprünglich am Stanegate. Der andere (gefunden um 1716) stammte vielleicht ebenfalls von dort. Er könnte aber auch an der Militärstraße oder am Maiden Way gestanden haben (datiert 306/307). Sie waren den Imperatoren Caesar Lucius Domitianus Aurelianus Pius Felix [Invictus] Augustus und Caesar Flavius Valerius Constantinus Pius gewidmet. Im späten 2. Jahrhundert gehörte die Region zur Provinz Britannia inferior, ab dem 4. Jahrhundert zur Provinz Britannia secunda.

## Forschungsgeschichte
Vom Kastell und seinem Vicus dürften noch zahlreiche Überreste vorhanden sein, da das Areal nie flächendeckend archäologisch untersucht wurde. Die Forschung erhofft sich dort zukünftig noch einige neue Erkenntnisse über die Entwicklung der römischen Nordgrenze im Laufe der Jahrhunderte zu gewinnen. Die Überreste des Kastells werden erstmals von Antiquaren erwähnt, die es im Jahr 1599 besuchten und innerhalb des Lagers noch aufgehendes Mauerwerk und deutlich sichtbare Straßenzüge vorfanden. Ein Graben konnte 1985 östlich von Carvoran House lokalisiert werden, vielleicht gehörte er zu einem dritten Kastell oder Marschlager. Im Jahre 1999 wurden auf einem zwölf Hektar großen Planquadrat geophysikalische Untersuchungen im Bereich des Kastells und der Zivilsiedlung vorgenommen. Dabei konnten einige Details der internen Bebauung beobachtet werden. Spuren von Gebäuden wurden südöstlich des Kastells, am Stanegate, beobachtet. Im Jahre 2000 konnte die exakte Größe des Lagers ermittelt werden, jedoch nicht die Fläche der Zivilsiedlung. Ausgrabungen im Jahr 2002 bestätigten die Zerstörung des Südtores, sowie des östlichen und westlichen Walls durch Steinraub. Der Vindolanda Trust plant das Kastell in naher Zukunft freizulegen; Derzeit ist man noch mit den Grabungen in Vindolanda ausgelastet. Seit 2023 finden am Kastellareal neue Ausgrabungen durch ein Archäologenteam des Vindolanda Trust statt, bei der die Kastellmauer und die vorgelagerten Gräben untersucht werden sollen. U.a. wurde dort im Frühjahr 2025 in einer der Wehrgräben die Sohle eines 32 cm langen Soldatenschuhs gefunden (was der heutigen europäischen Schuhgröße 50 entsprechen würde). Anlass für die Grabungen ist der immer rascher fortschreitende Klimawandel. Lange Trocken- und Hitzeperioden, gefolgt von Starkregenereignissen, beeinträchtigen die Landschaft und vor allem die Bodenbeschaffenheit. Wasser, Sauerstoff und Mineralien dringen viel tiefer in die anaeroben Böden ein. Dies droht die archäologischen und ökologischen Informationen, die darin enthalten sind, für immer zu zerstören.

## Fundspektrum
An Funden sind ein römisches Kurzschwert (gladius), Hirschgeweihe, eine eiserne Speerspitze, ein Kornmaß und Altar- und Grabsteininschriften erwähnenswert. Die Speerspitze war mit zwei Widerhaken versehen, solche Waffen wurden in der Spätantike oft von Germanenstämmen eingesetzt. Eine Speerspitze und bearbeitete Geweihe wurden an einer Wasserquelle innerhalb des Lagers entdeckt.

### Inschriften
Aus Carvoran sind insgesamt 69 römische Inschriften bekannt. Die Liste umfasst 34 Altäre und Weiheinschriften, 18 Bauinschriften (einschließlich der centurial stones), neun Grabsteine und acht weitere mit nicht näher bezeichnetem Inhalt. Darunter befanden sich bedauerlicherweise nur vier Exemplare, die exakt datiert werden konnten. Sie stammten alle aus der Zeit zwischen dem Beginn und der Mitte des zweiten Jahrhunderts n. Chr. (117–166). Die meisten Weiheinschriften aus Carvoran, insgesamt 13 Exemplare, bezogen sich auf den Kriegsgott Veterus, bis auf eine alles Altäre. Veterus wurde mit dem griechisch-römischen Herkules gleichgesetzt. Die unterschiedlichen Schreibweisen sorgten jedoch in der Forschung für große Verwirrung (Veteris, Vitiris, Vetiris, Viteris, Vetirius und Viterinus). Man nimmt dennoch an, dass es sich dabei immer um denselben Gott handelt. Drei waren dem Kriegsgott Mars-Belatucader gewidmet. Weitere Altarinschriften nennen Iupiter Optimus Maximus, Fortuna, Merkur mitsamt dem Numen Augusti und die syrische Göttin oder Ceres (datiert: 163–166, siehe auch Abschnitt Garnison). Andere Altäre aus Carvoran waren der Regina Caelesti (Himmelskönigin, heute im Museum of Antiquities in Newcastle), der Epona, der Hamischen Stadtgöttin (Hammia), den Nymphen, dem Silvanus, den Matronen und dem Genius der Waffen gewidmet. Zusätzlich zu den oben genannten Widmungen wurden noch andere interessante Inschriften entdeckt, die entweder den Namen eines Gottes oder einer vergöttlichten Person enthielten.

### Hohlmaß
1915 wurde nahe der Nordost-Ecke, außerhalb des Kastells ein kegelstumpfförmiges Bronzegefäß für die Abwägung von Getreide (Modii) entdeckt. Es befindet sich heute in der Sammlung des Chesters Museum. Ein ähnliches Hohlmaß aus Holz wurde im raetischen Kastell Pfünz geborgen. An der Oberseite befinden sich drei Speichen. Vermutlich die Halterung für einen Stab auf dem das Gefäß gedreht werden konnte. Dies diente dazu, das über den Rand zu hoch gehäufte Schüttgut zu glätten und so ein „gestrichenes Maß“ zu erhalten. Die darauf befindliche Inschrift nennt Größe und Gewicht und den Namen des in seiner Entstehungszeit regierenden Kaisers. Laut diesen stammt es vom Ende des ersten Jahrhunderts, aus der Zeit der Herrschaft des Domitian. Die Buchstaben seines Namens wurden später wieder glattgehämmert, nachdem er durch Senatsbeschluss im Jahr 96 in Ungnade gefallen war (damnatio memoriae). Es konnte mit 17,5 sextarii (9,5 Liter) befüllt werden und wog rund 12 kg. Bei einer Nachuntersuchung stellte man fest, dass es in Wirklichkeit noch ein wenig mehr, nämlich 11,3 Liter fasste. Eventuell wollte man damit die Bauern bei der Abgabe ihrer alljährlichen Steuer (annona) übervorteilen. Für gewöhnlich wurden solche Messgefäße aber sehr genau ausgeführt. Spuren von Nietlöchern lassen vermuten, dass ein Bestandteil des Modius verlorengegangen ist, er hätte vielleicht eine Erklärung für den zusätzlichen Platz liefern können. Pro Monat erhielt ein römischer Infanterist 4 Modii Weizen, (rund 27 kg) zugeteilt, was eine tägliche Ration von rund 0,9 kg bedeutete. Einem römischen Kavalleristen standen nach Polybios 12 Modii Weizen und 42 Modii Gerste zu. Mit der doppelten Ration Weizen konnten sie den ihnen zugeteilten Reitknecht (Calo) mitversorgen, während die Gerste für das Pferd vorgesehen war.

## Entwicklung
Über die Historie der Festung ist nur wenig bekannt. Laut den archäologischen Befunden (Reste von Holz-Erde-Befestigungen) muss der Platz schon im 1. Jahrhundert – vorübergehend – von der römischen Armee besetzt gewesen sein. Auf Luftaufnahmen sind unter dem Steinkastell noch die Umrisse einer rechteckigen, ca. 3,2 ha großen, vermutlich spätflavischen Struktur auszumachen. Möglicherweise entstand hier im Zuge der Feldzüge des Gnaeus Iulius Agricola um 80 n. Chr. ein erstes befestigtes Lager (Carvoran I). Ein weiterer Beweis für die Anwesenheit römischer Soldaten in vorhadrianischer Zeit war der Fund des Getreidemaßes. Im Jahre 122 befahl Kaiser Hadrian, im Norden Britanniens eine Sperrmauer, verstärkt durch Wachtürme und Kastelle, vom Tyne bis zum Solway Firth zu errichten, um die britischen Provinzen vor den ständigen Einfällen der Pikten aus dem Norden zu schützen. Der Wall wurde größtenteils durch Soldaten der drei in Britannien stationierten Legionen und Mannschaften der Classis Britannica errichtet.
Vermutlich wurde während der Errichtung des Walls das Holz-Erde-Kastell vorübergehend aufgegeben. Eine Wiederbesetzung erfolgte dann in frühantoninischer Zeit, ca. zwischen 136 und 137. Das Holz-Erde-Kastell wurde abgetragen und durch das etwas kleinere Steinkastell ersetzt (Carvoran II). Eine im Lager aufgefundene Bauinschrift konnte in die Zeit zwischen 117 und 138 datiert werden. Zwei Centurialsteine lassen weiters annehmen, dass die Baumaßnahmen von Angehörigen der in Britannien stationierten Legionen, in diesem Fall von den Zenturien des Silvanus und des Primus und der syrischen Bogenschützen durchgeführt wurden. Die Besatzung sicherte die Kreuzung des Stanegate mit dem Maiden Way. Vermutlich überwachte sie auch den Übergang am Tipalt Burn. Weitere Umbauten wurden in den Jahren 163–166 durchgeführt, unter dem Statthalter (legatus augusti pro-praetore) Sextus Calpurnius Agricola, der am Beginn der Herrschaft des Mark Aurel dieses Amt innehatte. Nach dem Rückzug der Römer vom Antoninuswall wurde Carvoran wieder von derselben Einheit besetzt, die schon unter Hadrian hier untergebracht war.
Wie der Eintrag in der Notitia Dignitatum vermuten lässt, wurde es, wie die meisten anderen Wallkastelle, wohl erst im frühen 5. Jahrhundert vom Militär aufgegeben. Die letzten regulären Einheiten der römischen Armee zogen um 410 aus Britannien ab. Bis ins späte 16. Jahrhundert waren noch größere Mauerzüge des Kastells sichtbar. Ab 1776 wurde diese jedoch sukzessive durch Steinraub und landwirtschaftliche Tätigkeiten abgebaut. Das nahegelegene Thirwall Castle wurde z. B. fast vollständig aus Steinen der Hadriansmauer erbaut. Bis 1837 waren schließlich auch die letzten oberirdisch sichtbaren Reste verschwunden.

## Kastell
Die Festung ist nur auf Luftaufnahmen zu erkennen. Vom Holz-Erde-Kastell konnten Strukturen zwischen der SW-Ecke des Steinkastell und der B6318, sowie nördlich-südöstlich von Carvoran House beobachtet werden. Zu den wenigen sichtbaren Überreste des hadrianischen Steinkastells zählen der nordöstliche Eckturm sowie die Fundamente der Nord- und Westmauer (Bodenerhebungen und Wehrgraben). Im Gegensatz zu den Reiterkastellen im Ostsektor, die über die Hadriansmauer hinausragten, stand Magnis etwas weiter südlich des Walls und war von Nordost nach Südwest ausgerichtet. Es hatte den für mittelkaiserzeitliche Kastelle typischen langrechteckigen Grundriss mit abgerundeten Ecken (Spielkartenform), maß 135 Meter von Nord-Süd, 111 Meter von Ost-West und bedeckte damit eine Fläche von 1,5 ha. Vergleichbare Kastelle standen in Chesterholm und Castlesteads. Hinweise auf weitere Bauphasen, Zubauten etc. konnten nicht festgestellt werden. Verstärkt wurde die Mauer durch vier innen angesetzte, quadratische Ecktürme, Zwischentürme konnten archäologisch nicht nachgewiesen werden. Betreten konnte man das Kastell durch vier, im Norden, Süden, Osten und Westen platzierte Tore. Alle waren wohl auch von zwei quadratischen Türmen flankiert. Jedes verfügte über zwei Durchgänge, getrennt durch zwei Stützpfeiler (spina) an der Vorder- und Rückseite. Die Wachzimmer befanden sich in den Flankentürmen. Die Tore konnten mit zweiflügeligen Holztoren verschlossen werden. Zusätzlich war das Lager noch von einem Graben umgeben. Über die Innenbebauung ist nur wenig bekannt. Das Kastell verfügte wohl über alle standardmäßigen Funktionsgebäude eines mittelkaiserzeitlichen Kastells, die principia (Verwaltungsgebäude), das praetorium (Kommandantenhaus), ein horraeum (Kornspeicher), und centuriae (Mannschaftsbaracken). Nur die Reste eines Badehauses (thermae) mit verputzten Wänden konnten bislang innerhalb der Mauern an der Südwest-Ecke archäologisch nachgewiesen werden.

## Hadrianswall
Der Wall ist in diesem Abschnitt nur als leichte, etwa zwei Meter breite Bodenerhebung zu erkennen. Nordwestlich stand – in Sichtweite des Lagers – das Meilenkastell 46. Es lag unter dem Kamm eines nach Westen verlaufenden Hanges mit Blick auf das Tal des Tipalt Burn. Westlich vom Meilenkastell steht noch ein 0,3 Meter hoher Mauerrest. Vom Kastell aus konnte man die Gillalees Signalstation sehen, von der man aus auch mit dem Vorposten Fanum Cocidi (Bewcastle) Kontakt aufnehmen konnte.
Der Wall und sein südlicher Graben (vallum) verlaufen 220 Meter bzw. 160 Meter nördlich des Kastells. Es ist in diesem Abschnitt noch rund drei Meter tief, sowie zehn Meter breit und beschreibt einen zehn Meter nach Norden vorspringenden Bogen um das Kastell, da sich dort in früheren Zeiten entweder ein Moor befand oder wahrscheinlicher, er um das größere Holz-Erde-Kastell herumgeführt werden musste. Die Umwehrung des Lagers war nicht mit dem Wall verbunden. Bei Holmhead überquert der Wall den Tipalt Burn. Die Militärstraße führte von Carvoran nach Carlisle; sie existierte in diesem Sektor vermutlich seit 160.

## Garnison
Die Anwesenheit von Legionären bei Carvoran, vor allem der Legio XX, ist durch zwei Inschriften bezeugt. Die Legionen waren jedoch nicht zum Garnisonsdienst an der Grenze eingeteilt, sondern entsandten Spezialkräfte für die anspruchsvolleren Bauvorhaben am Hadrianswall. Magnis beherbergte während seines Bestehens mehrere Kohorten der Hilfstruppen (Auxilia). In der Spätantike zählte die Besatzung des Kastells zu den Limitanei. Folgende Einheiten stellten entweder die Besatzung für das Kastell oder könnten sich für eine begrenzte Zeit dort aufgehalten haben:
| Zeitstellung                              | Truppenname                                                                           | Beschreibung |
| ----------------------------------------- | ------------------------------------------------------------------------------------- | --- |
| 2. Jahrhundert n. Chr.                    | Legio vicesimae Valeria Victrix („die zwanzigste valerische Legion, die Siegreiche“)  | Ein bei Carvoran entdeckter Grabstein war für Gaius Valerius Iullus, einen Legionär gebürtig aus dem oberitalienischen Faventia, Metropole der civitas der Voltini, gesetzt worden. Er stammt aus dem späten zweiten Jahrhundert. Dies muss aber nicht bedeuten, dass die gesamte Legion hier stationiert war. Es wäre aber möglich, dass sich eine ihrer Vexillationen in späthadrianischer Zeit zur Unterstützung der syrischen Bogenschützen (siehe unten) dort aufgehalten hat. |
| 2. Jahrhundert n. Chr.                    | Legio sextae Victrix („die sechste Legion, die Siegreiche“)                           | Einer der in Carvoran entdeckten Fortunaaltäre wurde von einem Zenturio namens Romanus gestiftet. Er diente nacheinander in der VI., XX. und II. Legion. Die Zenturionen waren in der Regel die erfahrensten Kämpfer und taten oft temporär als Kommandeure in einer Hilfstruppeneinheit Dienst. Dies geschah meist während der Ausbildungsphase der Truppe und diente zur Weitergabe seiner taktischen Fähigkeiten an den Kommandostab oder evtl. auch technischer Kenntnisse bei Bauvorhaben. Manchmal übernahm ein Legionszenturio aber auch für längere Zeit den Befehl über eine Hilfstruppeneinheit. Dies könnte auch in Magnis der Fall gewesen sein. |
| 2. Jahrhundert n. Chr.                    | Cohors primae Batavorum („die erste Kohorte der Bataver“)                             | Die Anwesenheit der rund 500 Mann starken Truppe in Carvoran ist durch zwei Bauinschriften bezeugt. Vermutlich stellte sie die erste Besatzung des Steinkastells. Ihre Soldaten stammten ursprünglich aus dem Gebiet des Rhein-Maas-Deltas. Am Ende des 2. Jahrhunderts war sie in Camboglanna (Castlesteads) stationiert, ab dem 3. Jahrhundert in Brocolitia (Carrawburgh). |
| 2. Jahrhundert n. Chr.                    | Cohors primae Hamiorum sagittariorum („die erste Kohorte der Bogenschützen aus Hama“) | Die ursprünglich aus der Provinz Syria stammenden Bogenschützen lagen auch in Housesteads, der genaue Zeitpunkt ist unbekannt. Sie dürften ab späthadrianischer Zeit die Besatzung von Magnis gestellt haben. Um 158 verlegte man sie nach Kastell Bar Hill am Antoninuswall, unter Marcus Aurelius kehrten sie wieder nach Magnis zurück. Die Einheit ist für Carvoran durch zwei Weihealtäre, einen für Fortuna und einen für Ceres, bekannt. Sie wurden von den Präfekten Titus Flavius Secundus (von 136–138) und Licinius Clemens (von 163–166) gestiftet. Zwei weitere stark zerstörte Altäre, die von Angehörigen dieser Einheit gesetzt wurden, nennen [Iul]ius Agrippa und Sabinus als Stifter. Eine Ehreninschrift, die 1816 in der NO-Ecke des Kastells gefunden wurde, war der „syrischen Göttin“, gemeint war damit wohl Julia Domna, die ebenfalls aus dieser Provinz stammende Gattin von Kaiser Septimius Severus, gewidmet (193–211). Der Auftraggeber der Inschrift, Marcus Caecilius Donatianus, war vermutlich in dieser Zeit der kommandierende Offizier der Einheit. |
| 2. bis 3. Jahrhundert n. Chr.             | Numerus Magnesium („die Einheit in Magnis“)                                           | Die Truppe könnte während des späten zweiten oder Anfang des dritten Jahrhunderts in Carvoran gelegen haben. Sie ist nur von einer stark beschädigten Inschrift bekannt. Vermutlich handelte es sich hier um eine Art Bürgermiliz, die sich aus indigenen Briten aus der Umgebung des Kastells und Bewohnern des Vicus rekrutierte. Diese Kämpfer sollten wohl in Krisenzeiten die Dalmatinerkohorte verstärken, deren Mannschaftsstand sich durch Tod, Ruhestand, Abkommandierungen etc. im Laufe der Zeit stark verringert hatte. Sie wird sonst nirgendwo anders erwähnt. Es ist daher wahrscheinlich, dass diese Einheit später in der u. g. dalmatinischen Kohorte aufging, da diese noch in der spätantiken Notitia Dignitatum aufgelistet wird. |
| 3. Jahrhundert bis 5. Jahrhundert n. Chr. | Cohors secundae Delmatarum („die zweite Kohorte der Dalmatiner“)                      | Im dritten Jahrhundert stellten Angehörige dalmatinischer Stämme die Besatzung von Carvoran. Diese siedelten an der Adriaküste des heutigen Kroatien. Die Einheit ist seit 105 in Britannien bekannt (Militärdiplom). Ihre Anwesenheit wird u. a. durch eine nicht exakt datierbare Inschrift auf einem Altar für den Gott Veteris bezeugt, der von Julius Pastor, Feldzeichenträger (imaginifer) der Truppe in Auftrag gegeben wurde. Vermutlich stammt er aus dem dritten Jahrhundert. Auch ein Eponaaltar könnte von Angehörigen dieser Garnisonseinheit gestiftet worden sein. Aus der Notitia Dignitatum (Truppenliste des Dux Britanniarum) ist der Rang ihres damaligen befehlshabenden Offiziers, ein Tribunus, bekannt. Da die Truppe noch in diesem spätantiken Dokument (4. Jahrhundert) aufscheint, könnte sie bis zur Auflösung der Provinzarmee dort gestanden haben. |

## Vicus
Nach den Berichten von John Horsley (1732), breitete sich südlich und westlich des Glacis des Kastells eine Zivilsiedlung (vicus) aus. Die jüngsten Befunde legen nahe, dass sich ihr Kern entlang des Stanegate entwickelt hatte. Die dortigen Häuser dienten wohl als Werkstätten, Lagerhäuser und für Wohnzwecke. Am Osttor stieß man auf zwei größere Gebäude, von denen eines auch über einen Innenhof verfügte. Nördlich des Kastells konnten keine Spuren von Bebauung mehr festgestellt werden. Die Zivilsiedlung wird auch in einigen Weiheinschriften für den Gott Vitiris erwähnt. Überreste sind heute keine mehr zu sehen.

## Gräberfeld
Soldaten und Zivilisten bestatteten ihre Toten auf einem Gräberfeld östlich der Festung, rund um den Stanegate, wie auch die Funde von Grabsteinen belegten. Luftaufnahmen zeigten eine Gruppe von (möglichen) römerzeitlichen Grabhügeln im Nordosten. Im 18. Jahrhundert stieß man dort auf ein Steingefäß, das organische Überreste und zwei Goldringe enthielt. 1856 wurden eine Brandbestattung und mehrere Grabsteine entdeckt, 1964 ein Relief mit der Inschrift DUVIANUS. Einer wurde von Lucius Senofilus für seine Nichte Lifana errichtet, deren Eltern waren offenbar ebenfalls schon tot, als sie starb. Ein weiterer wurde von Aurelia Pusinna für ihre schmerzlich vermisste Schwester Aurelia gestiftet. Der Zenturio Aurelius Marcus setzte einen Grabstein für seine gehorsame und tugendhafte Gattin Aurelia Faia, gebürtig aus Salonae, ein Mann namens Baibus Duianus für seine Frau Mammea, Tochter von Victoria.

## Roman Army Museum
Das von den Archäologen Robin und Pat Birley gegründete Museum befindet sich nahe der Kastellruine und wird vom Vindolanda Trust betrieben. Es wurde 2011 modernisiert und danach wiedereröffnet. Die Ausstellung bietet eine Fülle an Informationen über die römische Armee und widmet sich der Darstellung des täglichen Lebens der römischen Soldaten am Beispiel eines acht Mann starken contuberniums. Zusätzlich werden Fundstücke (Waffen, Werkzeuge) aus den Ausgrabungen und Rekonstruktionen (darunter eine Kastellmauer in Originalhöhe) gezeigt. Eine 3D-Animation vermittelt einen guten Eindruck vom Aussehen des Hadrianswalls in römischer Zeit. Gezeigt werden auch Artefakte aus Vindolanda, darunter der einzige römische Helmbusch der bislang gefunden werden konnte.